# Società Sportiva delle Signe 1940-1941
Questa voce raccoglie le informazioni riguardanti la  Società Sportiva delle Signe  nelle competizioni ufficiali della stagione 1940-1941.

## Rosa
| N. |                   | Ruolo | Calciatore       |
| -- | ----------------- | ----- | ---------------- |
|    | Italia (bandiera) | A     | Giulio Becagli   |
|    | Italia (bandiera) | A     | Piero Belardi    |
|    | Italia (bandiera) | C     | Ubaldo Bonciani  |
|    | Italia (bandiera) | C     | Dandolo Brondi   |
|    | Italia (bandiera) | A     | A. Buzzegoli     |
|    | Italia (bandiera) | P     | Fulvio Cappelli  |
|    | Italia (bandiera) | C     | Giorgio Ciardi   |
|    | Italia (bandiera) | D     | Amanzio Donati   |
|    | Italia (bandiera) | A     | D. Egidi         |
|    | Italia (bandiera) | A     | L. Fabiani       |
|    | Italia (bandiera) | C     | Mario Formichini |
|    | Italia (bandiera) | C     | Roberto Fossi    |

| N. |                   | Ruolo | Calciatore         |
| -- | ----------------- | ----- | ------------------ |
|    | Italia (bandiera) | A     | Remo Gheri         |
|    | Italia (bandiera) | D     | Turiddo Gheri      |
|    | Italia (bandiera) | D     | Dino Gifford       |
|    | Italia (bandiera) | D     | G. Marcacci        |
|    | Italia (bandiera) | P     | Adastro Masi       |
|    | Italia (bandiera) | D     | Augusto Mazzoni    |
|    | Italia (bandiera) | A     | Fulvio Mesti       |
|    | Italia (bandiera) | D     | Moreno Nesti       |
|    | Italia (bandiera) | A     | Sergio Pasquinucci |
|    | Italia (bandiera) | C     | Alessandro Rinaldi |
|    | Italia (bandiera) | A     | Silvano Zaratti    |